# Сеньория Утрехт
Сеньория Утрехт — вассальное государственное образование, созданное в 1528 году императором I Рейха Карлом V Габсбургом на базе Утрехтского епископства, существовавшего с 1024 года..

## История
Сеньория Утрехт была сформирована в 1528 году, после того, как Карл V Габсбург завоевал Утрехтское епископство, в ходе Гельдернской войны. 20 октября 1528 г. Утрехтский князь-епископ Генрих (Heinrich von der Pfalz), побеждённый и униженный, уступил Карлу V все права на свои земли. Карл Габсбург счёл за лучшее расчленить бывшее епископство, создав сеньории Утрехт (Utrecht) и  Оверэйссел (Overijssel).
В период 1528-1584 гг. штатгальтер Утрехта одновременно являлся штатгальтером графства Голландия. В эти годы в Утрехт проникает кальвинизм.
Согласно Прагматической санкции 1549 года, сеньория стала частью Бургундского округа и вошла в состав Семнадцати Нидерландских провинций. 
Утрехт с самого начала принял участие в Нидерландской революции, направленной против испано-габсбургской тирании, его граждане поддержали морских гёзов, захвативших 1 апреля 1572 г. город Брилле. В 1579 году чины Сеньории Утрехт подписали Утрехтскую унию, ставшую юридической базой Республики Соединённых Нидерландов (Republiek der Zeven Verenigde Nederlanden). 
К XVII веку относится культурный и экономический расцвет Сеньории Утрехт. Страну покрыла густая сеть дорог, дамб и каналов. Были также проведены масштабные фортификационные работы. На карте  французского географа и картографа Николя Сансон д’Аббвиля (1600-1667) обозначены следующие утрехтские крепости: 
- Утрехт,
- Мюйден,
- Везеп,
- Куленборг,
- Схоонховен,
- Монтфоорт,
- Верде,
- Вьянен,
- Амерсфоорт.

Сеньория Утрехт прекратила своё существование в 1795 году, когда французскими оккупантами была создана марионеточная Батавская республика.